# Louie B. Nunn
Louie Broady Nunn (* 8. März 1924 in Park, Barren County, Kentucky; † 29. Januar 2004 in Versailles, Kentucky) war ein US-amerikanischer Politiker und Gouverneur des Bundesstaates Kentucky.

## Frühe Jahre und politischer Aufstieg
Louie Nunn wurde in einer kleinen Ortschaft im Barren County geboren. Nach der Grundschule besuchte er die Bowling Green Business University. Während des Zweiten Weltkrieges war er Soldat der US Army. Anschließend studierte er an der University of Cincinnati und der University of Kentucky Jura. Im Alter von 29 Jahren wurde der Republikaner Nunn zum Richter im überwiegend demokratisch geprägten Barren County gewählt. Außerdem war er Anwalt der Stadt Glasgow. Politisch war er als Wahlkampfhelfer für Dwight D. Eisenhower und US-Senator John Sherman Cooper tätig. 1963 wurde er von der Republikanischen Partei erstmals für das Amt des Gouverneurs nominiert. Er verlor allerdings bei den Wahlen gegen Edward Breathitt. Vier Jahre später war er erneut Kandidat seiner Partei und gewann diesmal die Wahlen mit 51,2 % der Wählerstimmen gegen Henry Ward (48,0 %). Im Wahlkampf wurde er unter anderem von seinem persönlichen Freund Ronald Reagan unterstützt, zu diesem Zeitpunkt Gouverneur von Kalifornien. Er war seit 1943, als Simeon Willis zum Gouverneur gewählt worden war, der erste Republikaner in diesem Amt.

## Gouverneur von Kentucky
In seiner vierjährigen Amtszeit wurden die University of Louisville und die Northern Kentucky University in das staatliche Universitätssystem integriert. Bis dahin gehörten sie zu den jeweiligen Kommunen. Damals wurde in Kentucky die Mehrwertsteuer von 3 % auf 5 % erhöht. Gleichzeitig wurden die Gebühren für die Kfz-Zulassung ebenfalls angehoben. Auf der anderen Seite wurden Drogen, die offiziell als Arznei verschrieben wurden, von der Steuer befreit. Im Jahr 1968 setzte er die Nationalgarde zur Niederschlagung von Unruhen im Zusammenhang mit Protesten der Bürgerrechtsbewegung in Louisville ein. Das Gleiche wiederholte sich 1970 an der University of Kentucky in Lexington, als er Demonstrationen gegen den Vietnamkrieg gewaltsam unterdrücken ließ. Nunn förderte das Bildungswesen und den weiteren Ausbau der Naturparks.

## Weiterer Lebenslauf
Nach dem Ende seiner Amtszeit im Jahr 1971 bewarb sich Nunn 1972 erfolglos um einen Sitz im US-Senat in Washington. Im Jahr 1979 kandidierte er nochmals für das Amt des Gouverneurs von Kentucky, musste sich aber John Brown geschlagen geben. Danach unterstützte er weiterhin republikanische Kandidaten für verschiedene politische Ämter, sowohl auf Bundesebene, als auch in Kentucky. Seine letzten Jahre verbrachte er in der Nähe von Versailles. Dort starb er kurz vor seinem 80. Geburtstag an einem Herzanfall.